# Abu Dali (Hims)
Abu Dali (arab. أبو دالي) – miejscowość w Syrii, w muhafazie Hims. W 2004 roku liczyła 1300 mieszkańców.